# Prostitution en Ouzbékistan
La prostitution en Ouzbékistan est illégale mais commune, principalement à Samarcande, Fergana et la capitale Tachkent. La prostitution a augmenté lors de la dislocation de l'URSS. ONUSIDA estime qu'il y a 22 000 travailleurs du sexe dans le pays. Beaucoup de femmes se prostituent à cause de la pauvreté,.
L'application de la loi est inexistante. Quelques officiers de police harcèlent les prostituées, afin de leur extorquer de « l'argent de protection »,. Parfois, les prostituées travaillent avec la police en tant qu'informateur pour éviter d'être arrêtées.
Le pays est une destination de tourisme sexuel pour des hommes provenant d'Inde,.

## VIH
Le VIH est un problème dans le pays, bien que la situation réelle soit inconnue, le gouvernement ayant manipulé les données pour minimiser le problème. Les prostituées constituent un groupe à haut risque et sont à l'origine de l'augmentation du nombre d'infections par le VIH,. En 2004, sur 11 000 cas de VIH déclarés dans le pays, 20 % étaient des travailleurs du sexe.
Les clients sont réticents à utiliser des préservatifs,. L'ONUSIDA estime à 50 % l'utilisation de préservatifs lors de rapports sexuels rémunérés.
Les estimations de 2016 de la prévalence du VIH chez les travailleurs du sexe sont de 2,9 %.

## Traite sexuelle
L'Ouzbékistan est un pays d'origine et de destination pour des femmes et les enfants victimes de trafic sexuel. Des femmes et des enfants ouzbeks sont victimes de trafic sexuel au Moyen-Orient, en Eurasie et en Asie, ainsi que dans des bordels, des clubs et des résidences privées.
L’article 135 du code pénal interdit à la fois la traite à des fins sexuelles et le travail forcé et prévoit des peines de trois à douze ans d’emprisonnement. Le gouvernement a indiqué que 250 des crimes ayant fait l'objet d'une enquête en 2016 étaient liés à l'exploitation sexuelle.
Le Département d'État des États-Unis Office to Monitor and Combat Trafficking in Persons classe le pays à l'échelon 2w.